# Antoni Llaneras
Antoni Llaneras (Palma, Mallorca, ? - 1835) fou un sacerdot i polític mallorquí. Rector de l'Església de Sant Nicolau (Palma). El 28 d'agost de 1810 fou diputat a les Corts de Cadis, càrrec que ocupà fins a 1813.
Va pertànyer a la comissió de Salut Pública i va participar en els debats sobre de la llibertat d'impremta, joies de l'Església, Audiències i jutjats, redacció del projecte de constitució i abolició de la Inquisició entre d'altres. Va ser un fervent partidari de la immunitat del clergat i de la permanència de la Inquisició. Va ser un dels signants de la constitució espanyola de 1812.